# 北畠親房
北畠 親房（きたばたけ ちかふさ）は、鎌倉時代後期から南北朝時代の公卿、歴史家。著書の『神皇正統記』で名高い。源氏長者、南朝従一位准大臣、准三后。贈正一位。後醍醐天皇側近「後の三房」の筆頭。後村上天皇の治世下でも、興国5年/康永3年（1344年）春に吉野行宮に帰還してから、正平9年/文和3年4月17日（1354年5月10日）に没するまで、南朝を実質的に指揮した。建武の元勲の1人。

## 生涯

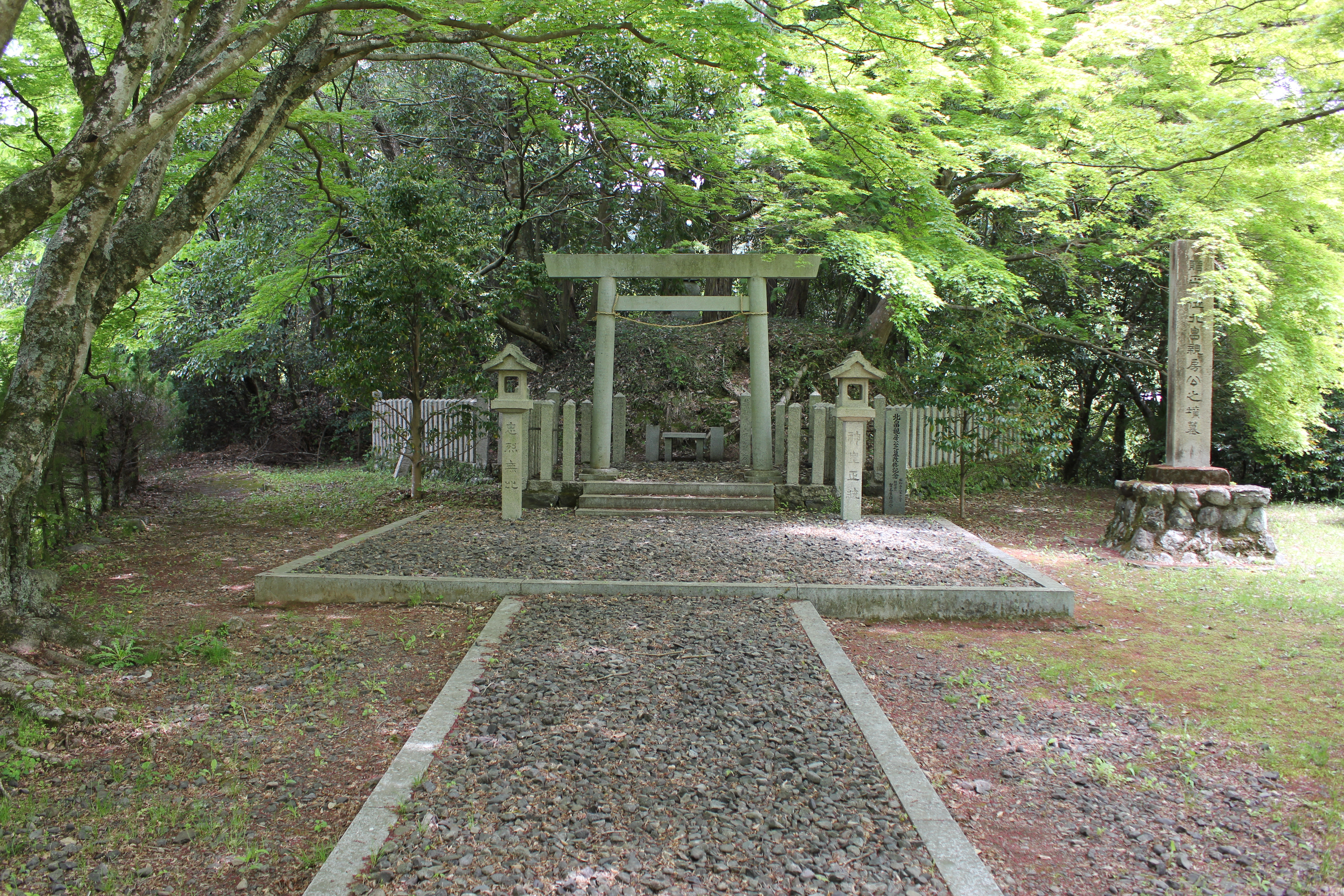
北畠親房墓
奈良県五條市西吉野町賀名生

### 後醍醐天皇の側近へ
血筋上の父は北畠師重だが、実の祖父である北畠師親の養嫡子となる。これは、実父師重が、斜陽の傾向にある後宇多天皇の側近であったため、今後皇位継承の可能性が薄い後宇多系の公卿として公家社会にデビューするよりも、次期東宮予定者である恒明親王系（亀山天皇の側近・師親の養子）としてデビューする方が政治的に安全であったからであると考えられる。
北畠家は、村上源氏の流れを汲む名門であり、正応6年（1293年）6月24日、生後わずか半年で叙爵。徳治2年（1307年）11月、左少弁に在任の際、清華家の北畠家よりも家格の低い名家出身の冷泉頼隆が弁官となったことに憤激して職を辞したという（『公卿補任』）。延慶元年（1308年）11月、非参議従三位として公卿に昇進。延慶3年（1310年）12月、参議に任じられ、翌応長元年（1311年）7月に左衛門督に任じられ検非違使別当を兼ねた。同年12月、権中納言に昇進する。
後醍醐天皇が即位すると、吉田定房・万里小路宣房とならんで「後の三房」と謳われるほどの篤い信任を得た（但し、この3人は元々後宇多上皇に仕えていたのであり、後醍醐のために集っていたわけではない）。そして後醍醐天皇の皇子世良親王の乳人をゆだねられたほか、元応2年（1320年）10月には淳和院別当に補せられ、元亨3年（1323年）1月、権大納言に昇進し、同年5月には奨学院別当を兼ね、正中2年（1325年）1月には内教坊別当をも兼ねて、ついに父祖を超えて源氏長者となった。元徳2年（1330年）、世良親王の急死を嘆いて38歳で出家し、いったん政界を引退した。法名は宗玄。元弘の乱などの後醍醐天皇の鎌倉幕府打倒計画には加担してはいなかったようである。

### 奥州への赴任
鎌倉幕府が倒れ後醍醐天皇による建武の新政が始まると、親房は政界に復帰した。しかし、親房は後醍醐と対立していた護良親王派の人物であったため、奥州駐屯を命じられた長男の顕家に随行し、義良親王（のちの後村上天皇）を奉じて陸奥国多賀城へ赴くこととなった。陸奥将軍府設置の主導は護良親王であった。護良親王は、東北に所領を多く有していた東国武士団が足利氏に組織されつつある状況を憂慮し、東北を東国から切り離すことで、足利の勢力を削ごうとした。護良親王が親房と顕家を陸奥に向かわせたことに対して、かつては反論があった。これは、『神皇正統記』には親房と護良親王の関わりが一切描写されていないためであった。しかし、『神皇正統記』には親房が最も心を込めて養育したはずの世良親王に関する記述が全く見当たらず、また、親房自身が護良親王と連携し、後醍醐と対立する行動を取っていたことを『神皇正統記』に記すわけにはいかなかったという理由から、『神皇正統記』には見えずとも親房と護良親王は深く連携し合っていたと考えられる。また、建武政権成立時の親房や子の顕家にとって、陸奥に向かわされたことは左遷にも等しいことであり、後醍醐が陸奥下向を支持したならば、親房と顕家を高位高官に叙任してから下向させていたと考えられる。さらに、親房と顕家が下向した後の陸奥国の政治体制は「奥州小幕府体制」と称すべきものであり、それは自ら征夷大将軍の地位を望んだ護良親王の発想にこそ似つかわしく、幕府政治の復活を決して認めようとしなかった後醍醐のする発想ではない。加えて、護良親王には南部氏や工藤氏といった奥州の武士が仕えていたことが『梅松論』に記されており、陸奥が護良親王の重要な支持基盤であったと考えられる。以上のことからも、親房と護良親王の連携の跡が窺える。
建武2年（1335年）に北条氏の残党による中先代の乱が起き、討伐に向かった足利尊氏が鎌倉でそのまま建武政権から離反、こののち西上して京都を占領すると、1336年（建武3年）1月親房は尊氏を討伐するために京へ戻り、新田義貞・楠木正成とともにいったんは尊氏を駆逐する。しかし九州に落ち延びた尊氏は急速に体制を立て直し大軍を率いて東上、これを迎え撃つ義貞・正成の軍勢を同年5月湊川の戦いで撃破して京都を再占領、比叡山に逃れた後醍醐天皇は再度の退位を迫られる。しかし後醍醐天皇が京都を脱出し、吉野に行宮を開くと親房はそのまま南朝方に合流、尊氏によって擁立された光明天皇の北朝方に対抗する。

### 常陸での奮闘・南朝の指導者へ
延元3年/暦応元年（1338年）5月に顕家が堺浦で戦死し、同年閏7月には義貞が越前国灯明寺畷で討ち取られると、南朝方の総司令官となった親房は伊勢国で度会家行の協力を得て南朝方の勢力拡大を図る。ここで親房は家行の神国思想に深く影響を受けることになったが、主著『神皇正統記』への影響度については諸説ある。
こののち関東地方に南朝勢力を拡大するために結城宗広とともに、義良親王・宗良親王を奉じて伊勢国大湊（三重県伊勢市）から海路東国へ渡ろうとするが、暴風にあって両親王とは離散し、同船していた伊達行朝・中村経長等と共に常陸国へ上陸。はじめは神宮寺城（現在の茨城県稲敷市）の小田治久を頼り、佐竹氏に攻められ落城すると阿波崎城、さらに小田氏の本拠である小田城（現在の茨城県つくば市）へと移る。陸奥国白河の結城親朝はじめ関東各地の反幕勢力の結集を呼びかけたが、宇都宮公綱・芳賀高貞が北朝方に味方したため伊達行朝・中村経長を遣わし芳賀高貞・高朝の父子を討ち取った。
この時期に『神皇正統記』と『職原鈔』を執筆したといわれている。
興国元年/暦応3年（1340年）、北朝方が高師冬を関東統治のために派遣すると、小田氏に見限られた親房は関宗祐の関城（現在の茨城県筑西市）に入り、伊達行朝や中村経長を始め、行朝、経長と同族の伊佐城（筑西市）の伊佐氏、大宝城（現在の茨城県下妻市）の下妻氏など常陸西部の南朝勢力とともに対抗する。親房の常陸での活動は5年に渡った。しかし、南朝方に従った近衛経忠（南朝の関白左大臣）が藤氏長者の立場で独自に東国の藤原氏系武士団の統率体制を組もうとしたこともあって、親房の構想は敵と身内の両方から突き崩される結果となり、興国4年/康永2年（1343年）に両城が陥落すると吉野へ帰還している。これ以降、すでに死去していた後醍醐天皇に代わり、まだ若い後村上天皇を擁して南朝の中心人物となる。主に摂関や天皇の外戚・生母などに与えられる准三宮の待遇が、一介の「大納言入道」に過ぎない親房に与えられたことは、南朝におけるその権勢を物語る。

### 晩年

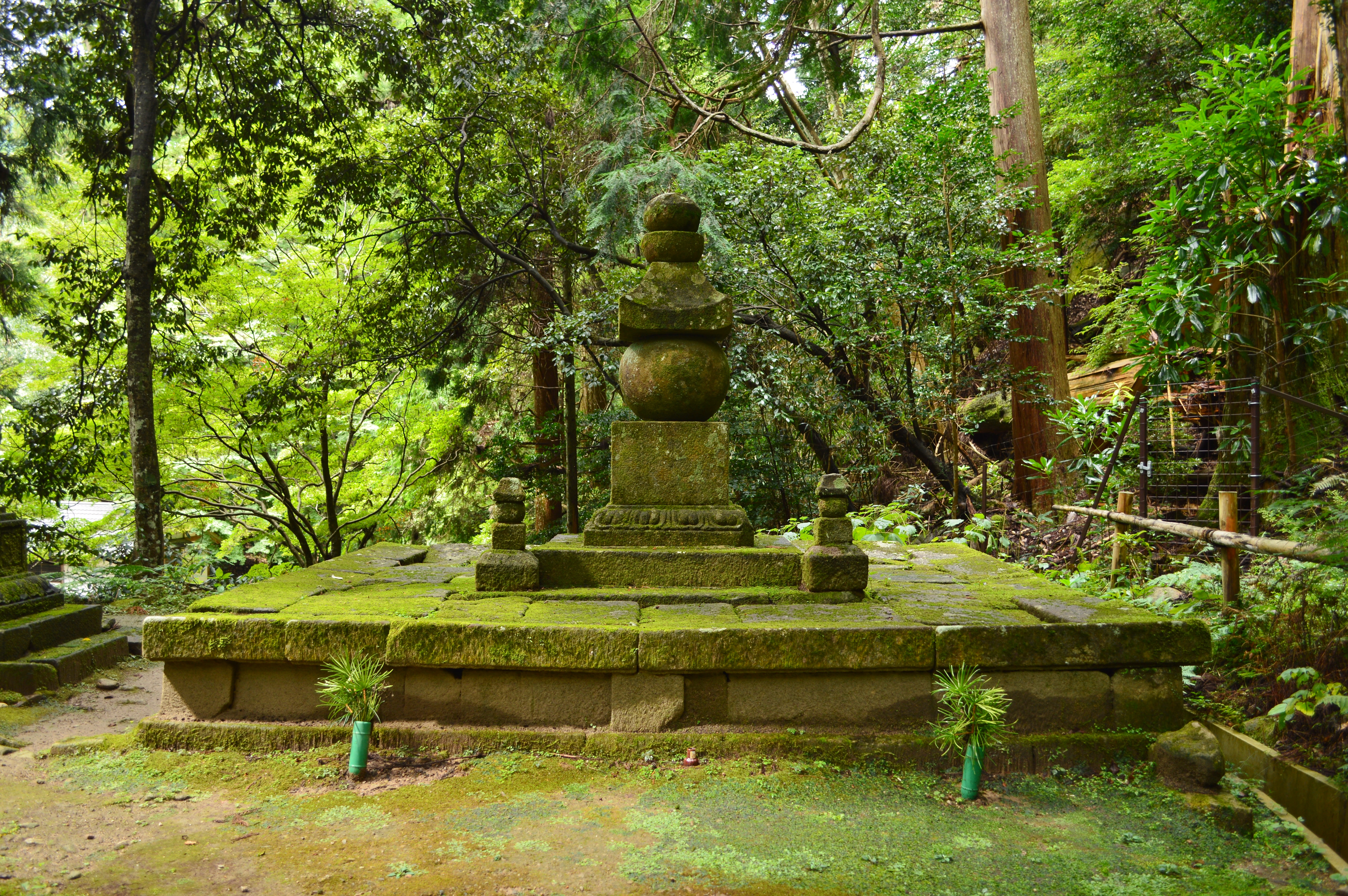
室生寺の「伝北畠親房墓」

正平3年/貞和4年（1348年）に四條畷の戦いで楠木正行ら南朝方が高師直に敗れると、南朝は吉野からさらに山奥深い賀名生行宮に落ち延びる。その後観応の擾乱で足利尊氏が南朝に降伏して正平一統が成立すると、これに乗じて親房は一時的に京都と鎌倉の奪還にも成功した。正平9年/文和3年（1354年）4月に賀名生で死去、享年62。親房の死後は南朝には指導的人物がいなくなり、南朝は衰退への道をたどっていく。
ただし、親房の没年に関しては異説が多く、よくわかっていない。最も有力な没年である正平9年/文和3年（1354年）4月ならば、京都回復に失敗してから間もなく失意の内に死去した可能性が高いと見られている。
親房は阿部野神社（大阪市阿倍野区）や霊山神社（福島県伊達市）に顕家と共に祀られている。墓は終焉の地賀名生にある。また、室生寺（奈良県宇陀市）にも親房のものと伝えられる墓がある（国指定重要文化財）。

## 後醍醐天皇の伊勢還幸
『結城家文書』には、延元2年正月元旦に親房が顕家に送った書状が収録されているが、その書状には「御願を果たされんが為、勢州に幸すべきの由、仰られ候なり。天下復興程あるべからず。愚身（親房）勢州に於て逆徒静謐の計りごとを廻らし、臨幸を待ち申すべく候。」と記されている。つまり、後醍醐が伊勢に行幸すると述べていたことを記している。このことから、親房が伊勢に下向したのも、伊勢遷幸計画の先遣隊という意味を持っていたことになる。後醍醐が伊勢遷幸を計ったのは、天武天皇の壬申の乱が念頭にあったからであり、またそれが天皇家にとって常に立ち返るべき最も輝かしい過去であったからである。

## 官途
日付はいずれも旧暦（ただし末尾の明治41年9月9日のみは新暦）、括弧内の西暦年は和暦年を年ごとに単純置換したもの（旧暦11月末から12月の日付には西暦では翌年の1月から2月に対応するものもある）。
- 正応6年（1293年）- 6月24日 従五位下に叙位
- 永仁2年（1294年）- 1月6日 従五位上に昇叙
- 永仁5年（1297年）- 2月18日 正五位下に昇叙
- 永仁6年（1298年）- 5月23日 従四位下に昇叙
- 正安2年（1300年）- 1月5日 従四位上に昇叙、閏7月14日 元服、兵部権大輔に任官
- 乾元2年（1303年）- 1月20日 左近衛少将に遷任、12月17日 正四位下に昇叙、左近衛少将は元の如し、12月30日 右近衛中将に転任
- 嘉元3年（1305年）- 11月18日 権左少弁に遷任
- 徳治元年（1306年）- 12月22日 左少弁に遷任
- 徳治2年（1307年）- 11月1日 左少弁を辞し弾正大弼に転任
- 延慶元年（1308年）- 11月8日 従三位に昇叙、弾正大弼は元の如し
- 延慶3年（1310年）- 3月9日 正三位に昇叙、弾正大弼は元の如し、12月17日 参議に補任、弾正大弼は元の如し
- 延慶4年（1311年）- 1月17日 左近衛中将を兼任、3月30日 弾正大弼を止め備前権守を兼任、改元して応長元年7月20日 左兵衛督を兼任し検非違使別当に補任、12月21日 権中納言に昇進、検非違使別当と左兵衛督は元の如し
- 応長2年（1312年）- 3月15日 検非違使別当・左兵衛督を止む、改元して正和元年8月10日 従二位に昇叙、権中納言は元の如し
- 正和4年（1315年）- 4月17日 権中納言を辞す
- 正和5年（1316年）- 1月5日 正二位に昇叙
- 文保2年（1318年）- 12月10日 権中納言に還任
- 元応元年（1319年）- 8月5日 中納言に転任
- 元応2年（1320年）- 10月21日 淳和院別当に補任
- 元亨2年（1322年）- 4月5日 右衛門督を兼任し検非違使別当に還任
- 元亨3年（1323年）- 1月13日 権大納言に昇進、5月 奨学院別当に補任、6月15日 陸奥出羽按察使を兼任
- 元亨4年（1324年）- 4月27日 大納言に転任
- 正中2年（1325年）- 1月7日 内教坊別当に補任
- 正中3年（1326年）- 2月9日 陸奥出羽按察使を辞し、引き換えに子息顕家を左近衛中将に申し任ずる
- 元徳2年（1330年）- 9月17日 出家、法名宗玄、のち覚空
- 興国7年/貞和2年（1346年）11月13日まで - 准大臣宣下[注釈 3]
- 正平6年（1351年）- 11月 准后
- 明治41年（1908年）- 9月9日 贈正一位

## 系譜
- 父：北畠師重（祖父北畠師親の養子となった）
- 母：藤原隆重女 (隆重の曾祖父は四条隆衡)

- 生母不詳
  - 長男：北畠顕家（1318-1338）
  - 次男：北畠顕信（1320?-1380?）
  - 三男：北畠顕能（1326-1383）
  - 女子：源顕子
  - 女子：護良親王室
  - 女子：冷泉持定室

## 関連作品
小説
- 志茂田景樹『南朝の日輪 北畠親房』秋田書店、1991年、ISBN 4253002994
- 童門冬二『小説 北畠親房 南北朝の梟』成美堂出版〈成美文庫〉、1998年、ISBN 4415064892
- 童門冬二『西吉野朝太平記』奈良新聞社、1999年、 ISBN 4888560196

テレビドラマ
- 『太平記』（NHK大河ドラマ、1991年）演：近藤正臣

舞台
- 桜嵐記（宝塚歌劇）（2021年、演：佳城葵）